# Trélissac

Trélissac este o comună în departamentul Dordogne din sud-vestul Franței. În 2009 avea o populație de 6.947 de locuitori.

## Evoluția populației
| An        | 1975  | 1982  | 1990  | 1999  | 2006  | 2009  |
| --------- | ----- | ----- | ----- | ----- | ----- | ----- |
| Populație | 5.502 | 6.186 | 6.660 | 6.422 | 6.540 | 6.947 |